# Okręg Komi-Permiacki

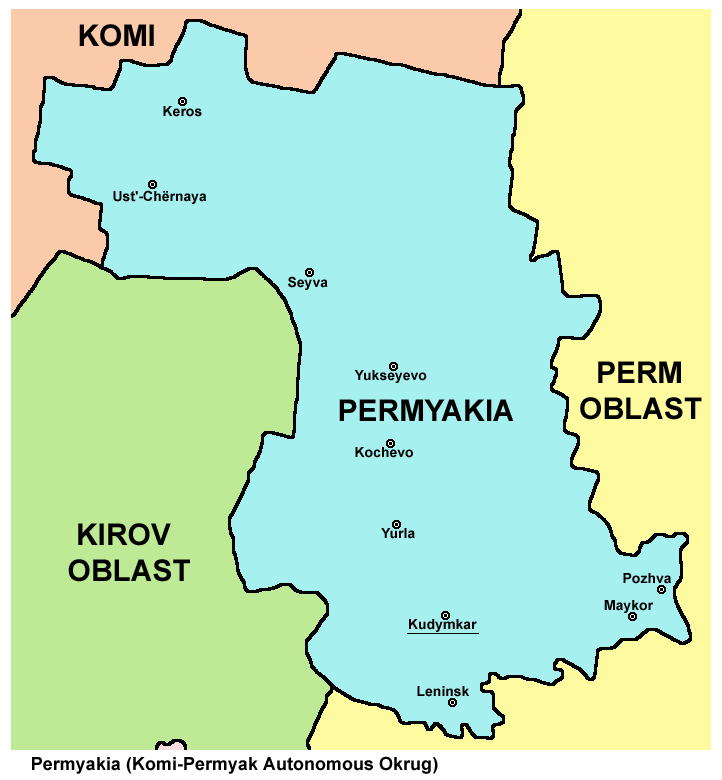
konturowa mapa okręgu z zaznaczonym położeniem stolicy – miasta Kudymkar

Okręg Komi-Permiacki (ros. Коми-Пермяцкий округ) – powstał 1 grudnia 2005 w wyniku włączenia Komi-Permiackiego Okręgu Autonomicznego do nowo powstałego Kraju Permskiego i przekształcenia w jednostkę terytorialną tego kraju.

## Geografia
Okręg położony jest na kontynencie europejskim, u zachodnich podnóży Uralu, w północno-zachodniej części Kraju Permskiego.

### Strefa czasowa
Okręg należy do jekaterynburskiej strefy czasowej (YEKT): do 25 października 2014 UTC+06:00 przez cały rok, od 26 października 2014 UTC+05:00 przez cały rok. Jeszcze wcześniej, przed 27 marca 2011 roku, obowiązywał czas standardowy (zimowy) strefy UTC+05:00, a czas letni – UTC+06:00.

## Historia
W 1925 powstał Komi-Permiacki Okręg Autonomiczny, który po 1990 stał się podmiotem Federacji Rosyjskiej.
W wyniku referendum przeprowadzonego w październiku 2004, 1 grudnia 2005 Komi-Permiacki Okręg Autonomiczny został połączony z obwodem permskim, tworząc Kraj Permski.

## Tablice rejestracyjne
Tablice pojazdów zarejestrowanych w Komi-Permiackim Okręgu Autonomicznym mają oznaczenie „81” w prawym górnym rogu nad flagą Rosji i literami RUS.